# Altendorf (Brome)
Altendorf ist ein Ortsteil des Fleckens Brome im Landkreis Gifhorn in Niedersachsen.

## Geographie
Altendorf liegt unmittelbar nordwestlich des Ortes Brome an der Bundesstraße 244. Neben dem früheren Rundling in der Nähe der Kirche gibt es weitere Siedlungsgebiete, die teilweise etwas isoliert vom Ortskern liegen. In der Umgebung finden sich vor allem Felder und kleinere Forstgebiete. Östlich von Altendorf fließt die Ohre. Zwei Kilometer nordwestlich liegt Benitz, das ebenfalls zu Brome gehört.

## Geschichte
In Altendorf wurden Siedlungsspuren der Megalithkultur gefunden. Aus der Zeit um 300 bis 400 n. Chr. datiert eine Feuergrube, deren Zweck unklar ist. Altendorf entwickelte sich vor allem dank einer Kirche etwa ab dem 9. Jahrhundert zu einem wichtigen Ort. Der Name rührt daher, dass das heutige Altendorf der Kern des Ortes Brome ist. Die Kirche wurde zwei Mal durch Feuer zerstört, das zweite Mal um 1300. Die heutige St.-Pankratius-Kirche wurde ab 1457 auf Resten der Vorgängerkirche errichtet. Der Bau des Kirchturms wurde 1517 beendet. Die Kirche und der Friedhof an der Kirche dienten mehreren Nachbarorten, die durch Fußwege mit Altendorf verbunden waren. Der unmittelbare Nachbarort Brome wuchs zu Lasten Altendorfs, so dass schließlich das Pastorat nach Brome verlegt wurde. 
Ab 1618 gab es eine Gaststätte in Altendorf. Im Dreißigjährigen Krieg wurden mehrere Altendorfer Bauernhöfe geplündert und zerstört. 1897 erhielt das Dorf ein neues Schulhaus, wenig später einen neuen Friedhof mit Kapelle. 1909 wurde die Kleinbahn Wittingen–Oebisfelde westlich an Altendorf vorbeigeführt.
1919 lebten in Altendorf 232 Personen, 1939 war die Zahl auf 201 gesunken. Von März 1940 bis Dezember 1945 war die Schule in Ermangelung eines Lehrers geschlossen, die Kinder aus Altendorf gingen in Brome zur Schule. Bis 1950 stieg die Einwohnerzahl wegen der Flucht und Vertreibung Deutscher aus Mittel- und Osteuropa 1945–1950 auf 359 an. 1984 betrug die Einwohnerzahl 203. Zugleich gab es dort 15 landwirtschaftliche Betriebe.
Die Gemeinde Altendorf wurde am 1. Juli 1965 Teil der Samtgemeinde Brome. Am 1. März 1974 wurde sie in den Flecken Brome eingemeindet und somit am 15. März 1974 Teil der neugegründeten Samtgemeinde Brome. 

## Infrastruktur
Altendorf gehört zum evangelisch-lutherischen Pfarramt Brome I des Pfarrverbundes Brome-Tülau/Ehra. Das ehemalige Gemischtwarengeschäft wurde zu einer Freikirche umgestaltet. Der Friedhof wird von der Samtgemeinde Brome getragen.
Altendorf liegt unmittelbar an der B 244. Es wird von Bussen der VLG-Linie 163 (Wittingen–Brome/Zicherie) im Zweistundentakt sowie in der Schulzeit von Bussen der VB-Linie 165 angefahren. Im Berufsverkehr fahren Busse der Verkehrsbetriebe Bachstein bis in das Volkswagenwerk Wolfsburg.
Die Schule, das einzige Gasthaus (Erhard Heling, Wittinger Straße 2) und das einzige Gemischtwarengeschäft (Hans Robert, Wittinger Str. 5/7) bestehen nicht mehr.
Nordöstlich des Ortes liegt das Naturschutzgebiet „Ohreaue bei Altendorf und Brome“.

## Ansichten

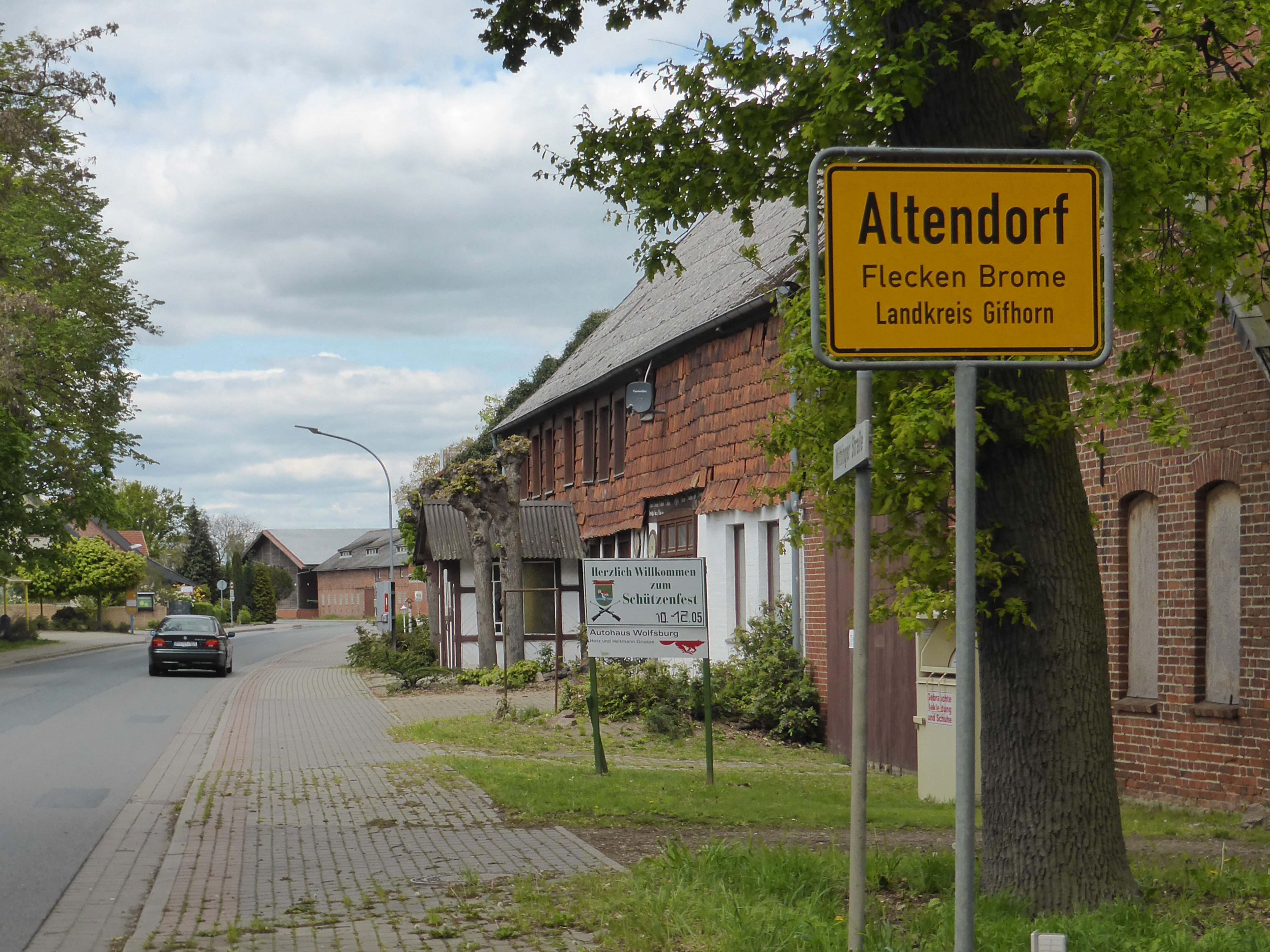
Ortseingang
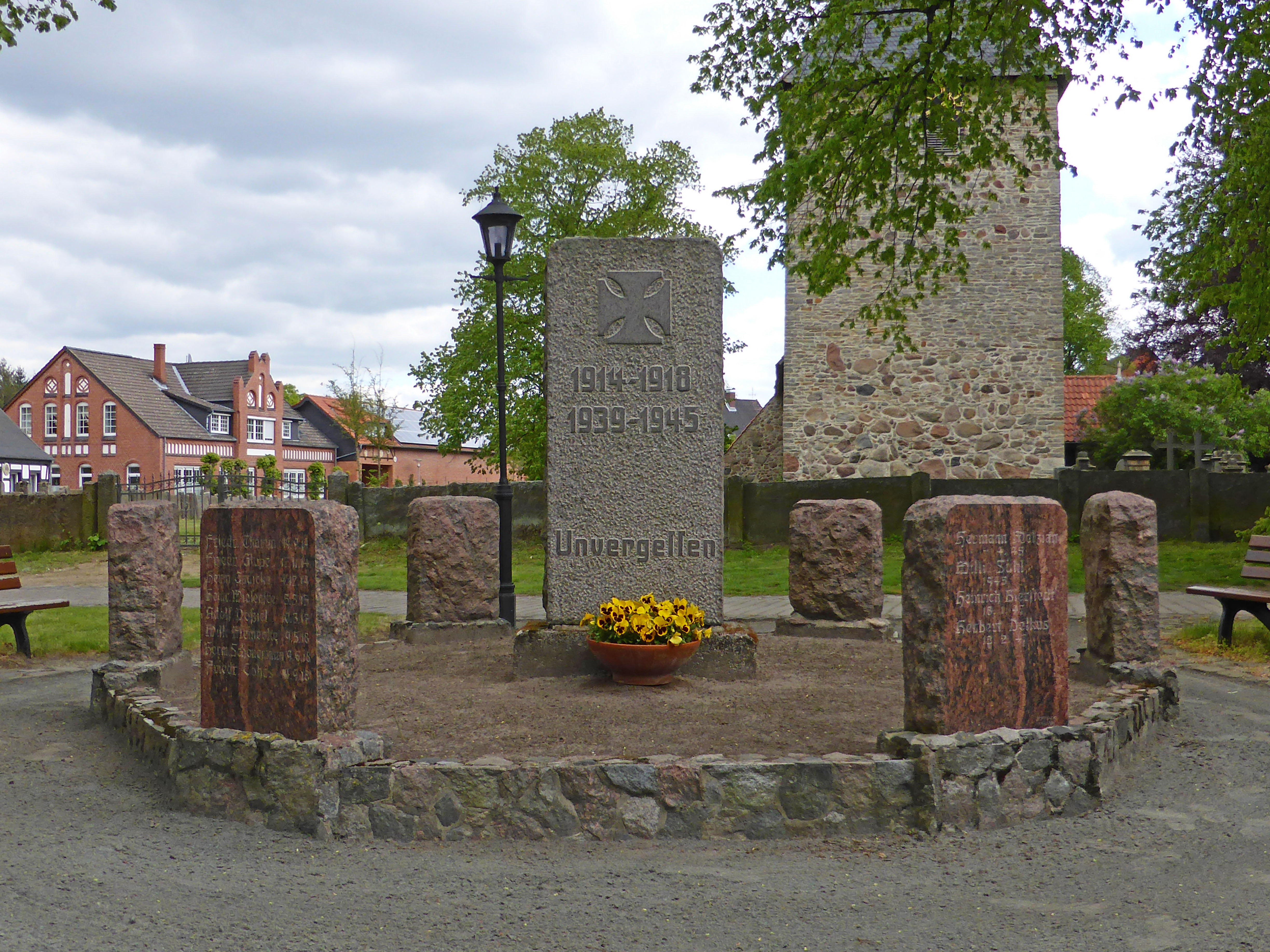
Kriegerdenkmal
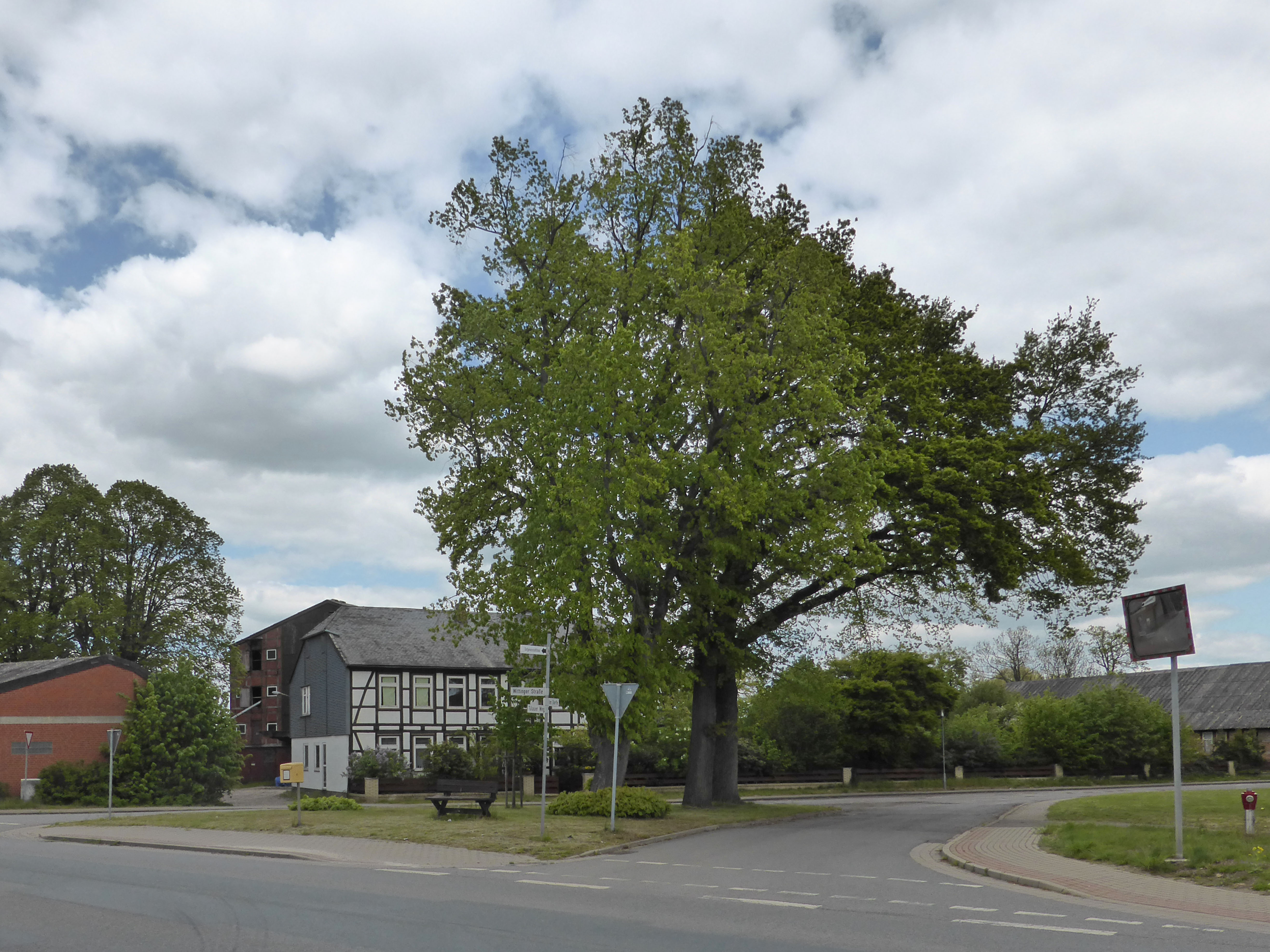
Ortspartie
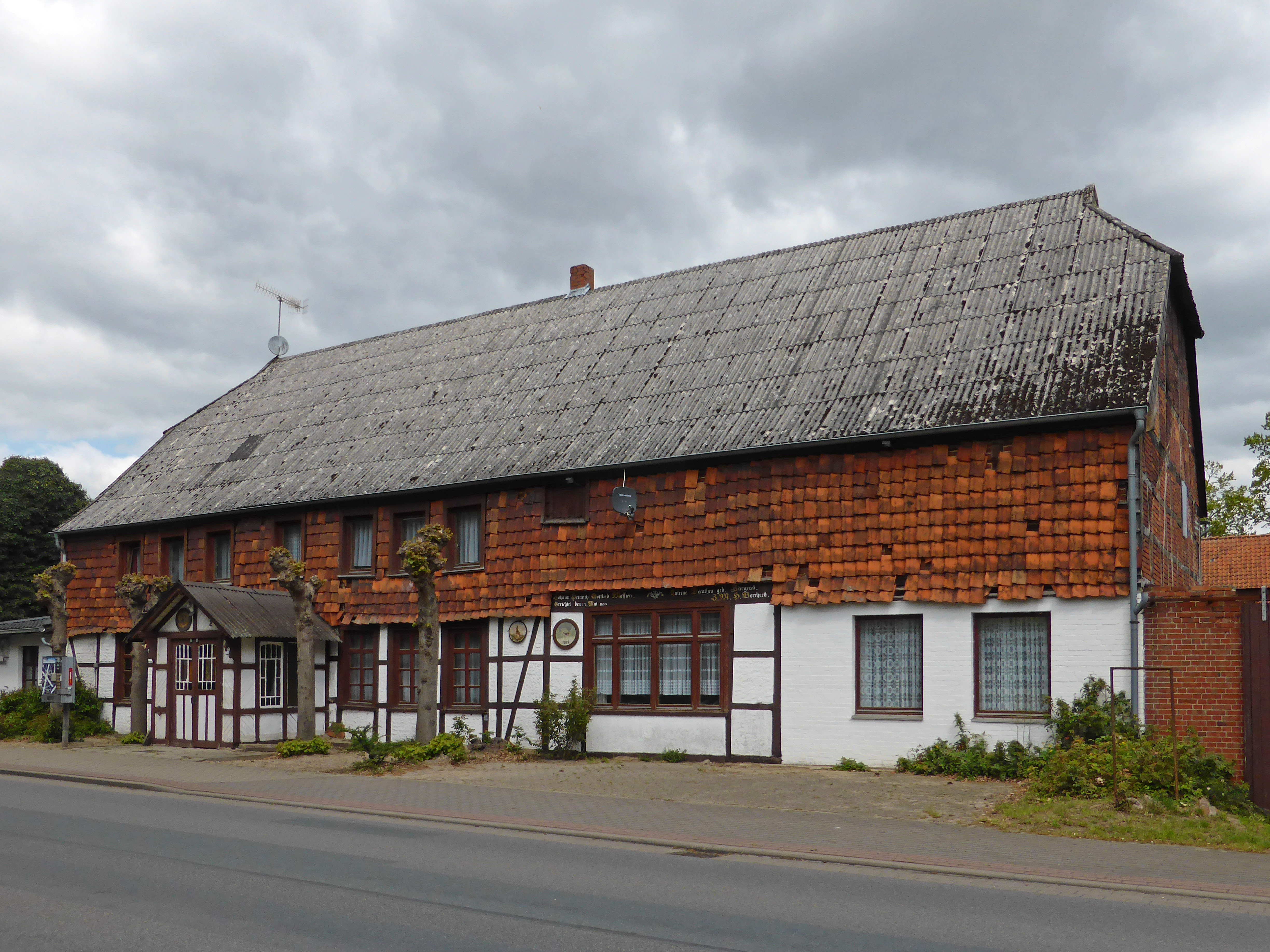
Ehemaliges Gasthaus
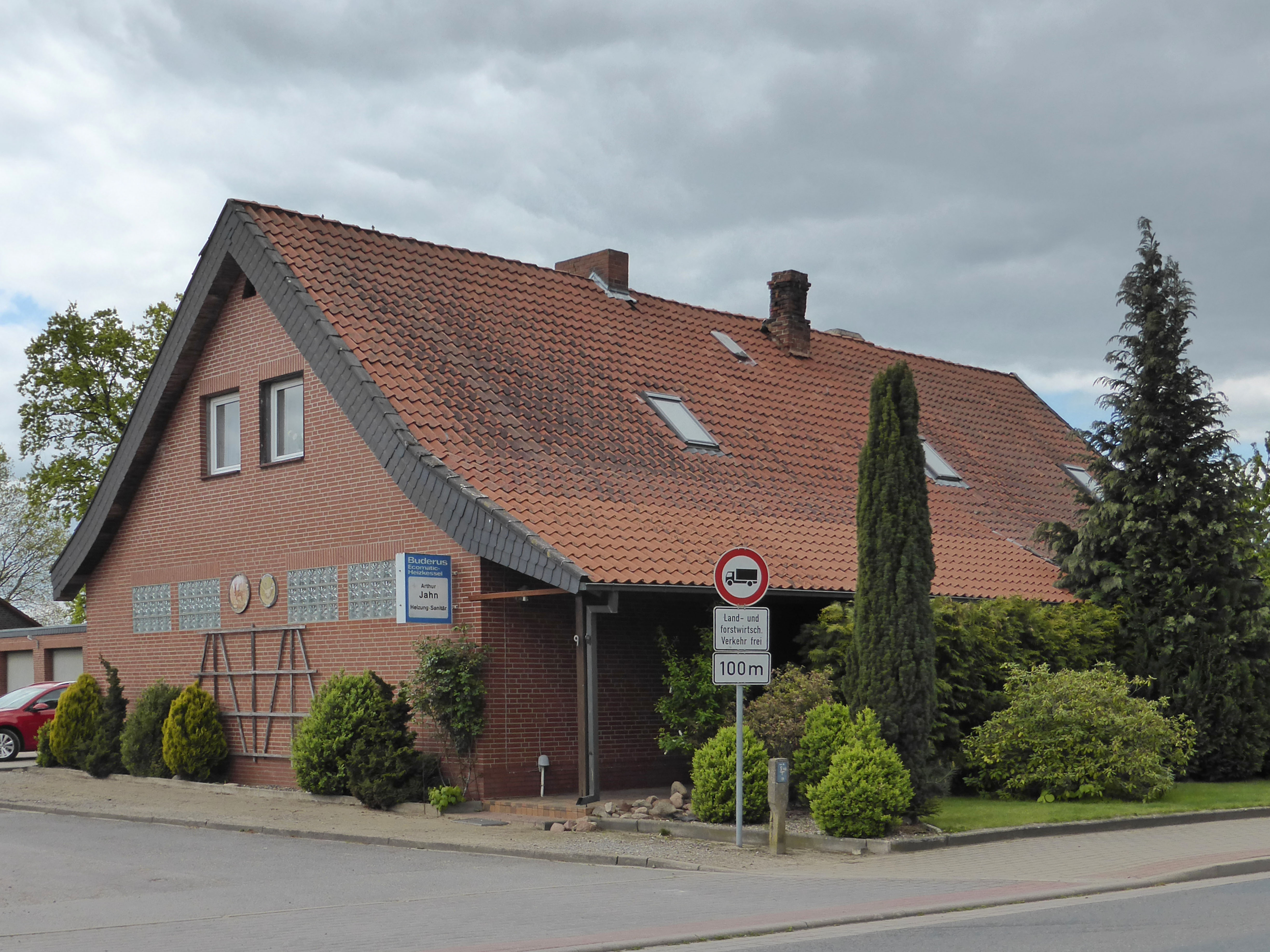
Ehemalige Schule
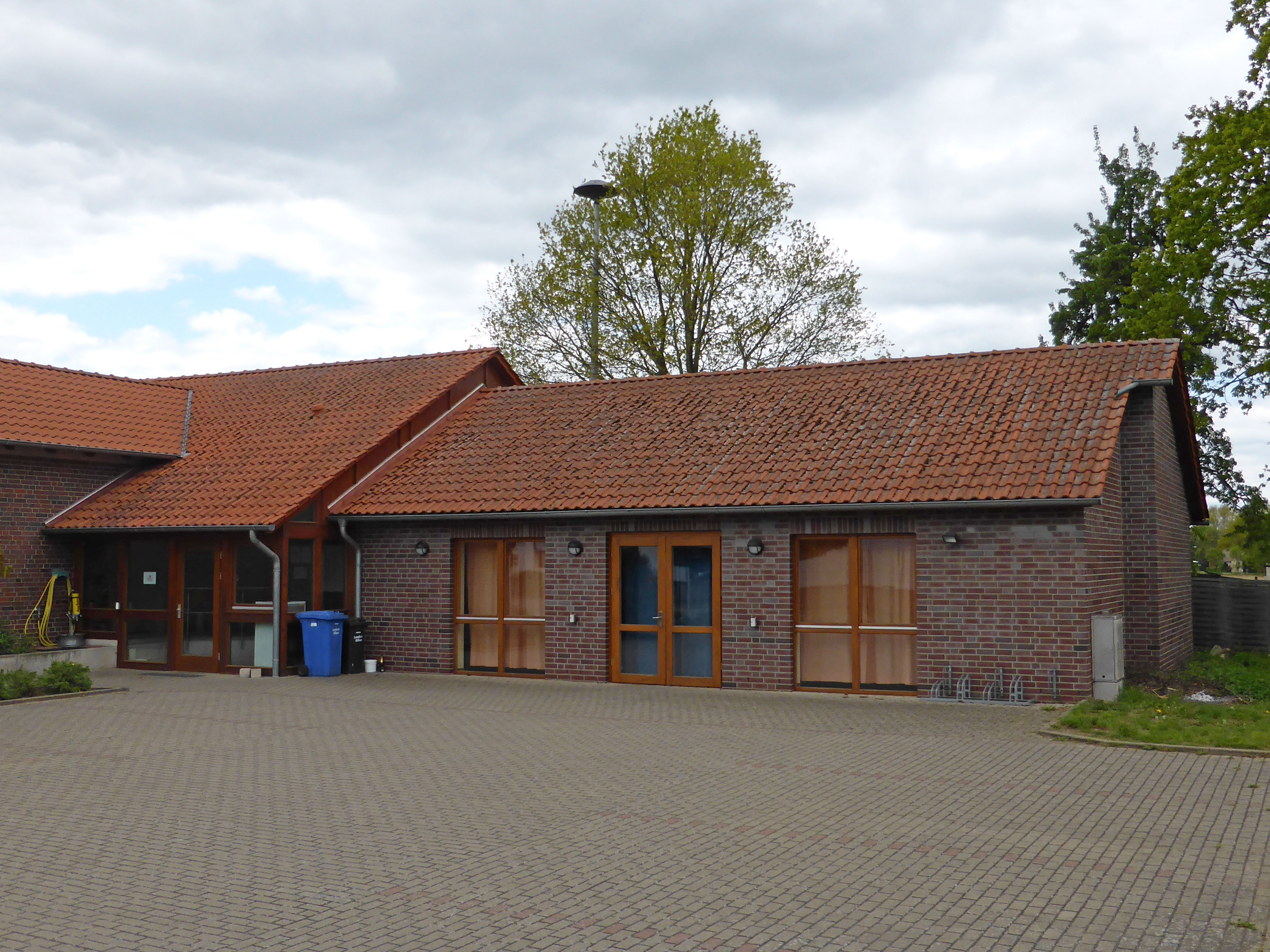
Dorfgemeinschaftshaus
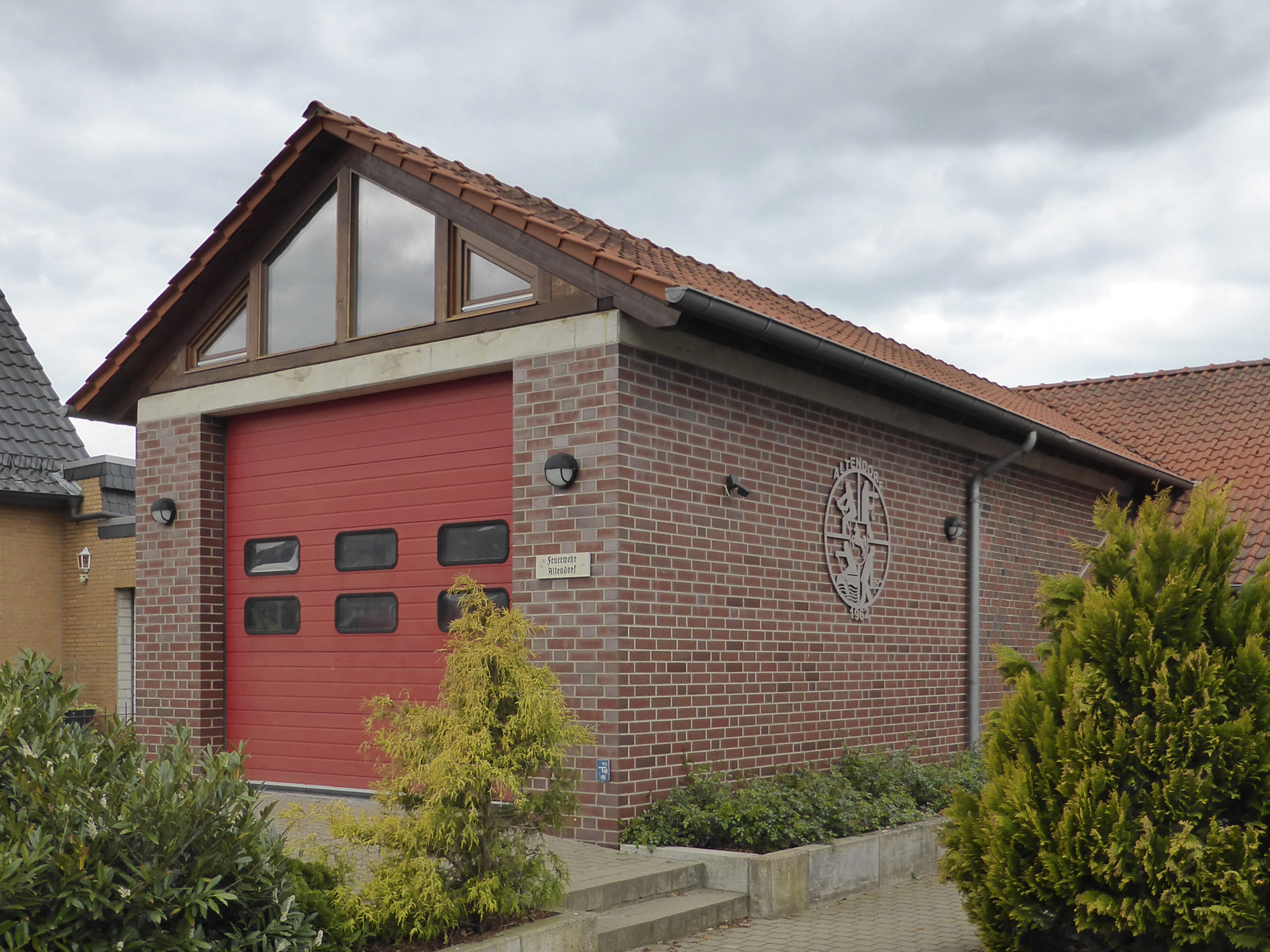
Feuerwehrhaus
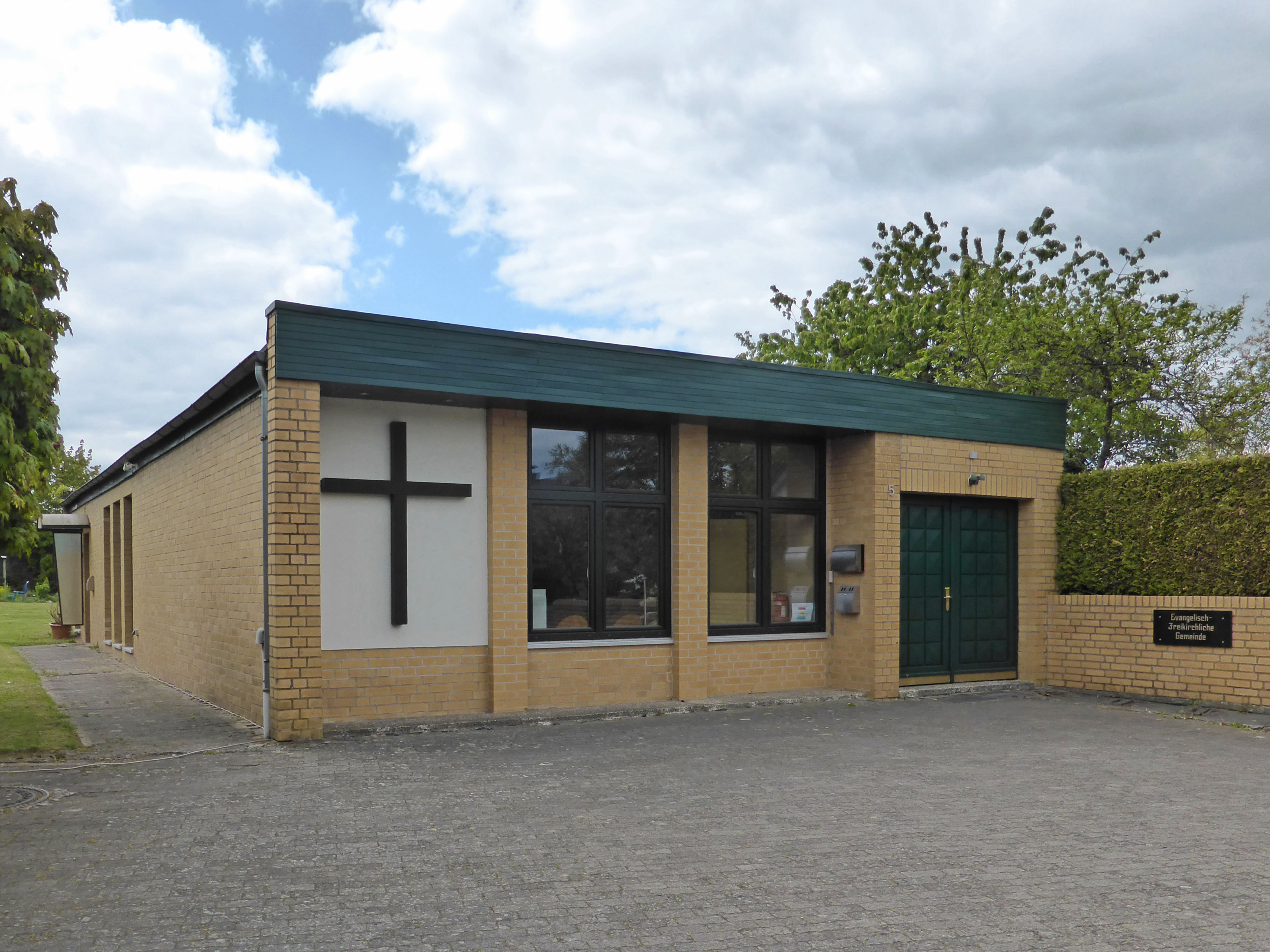
Freikirche
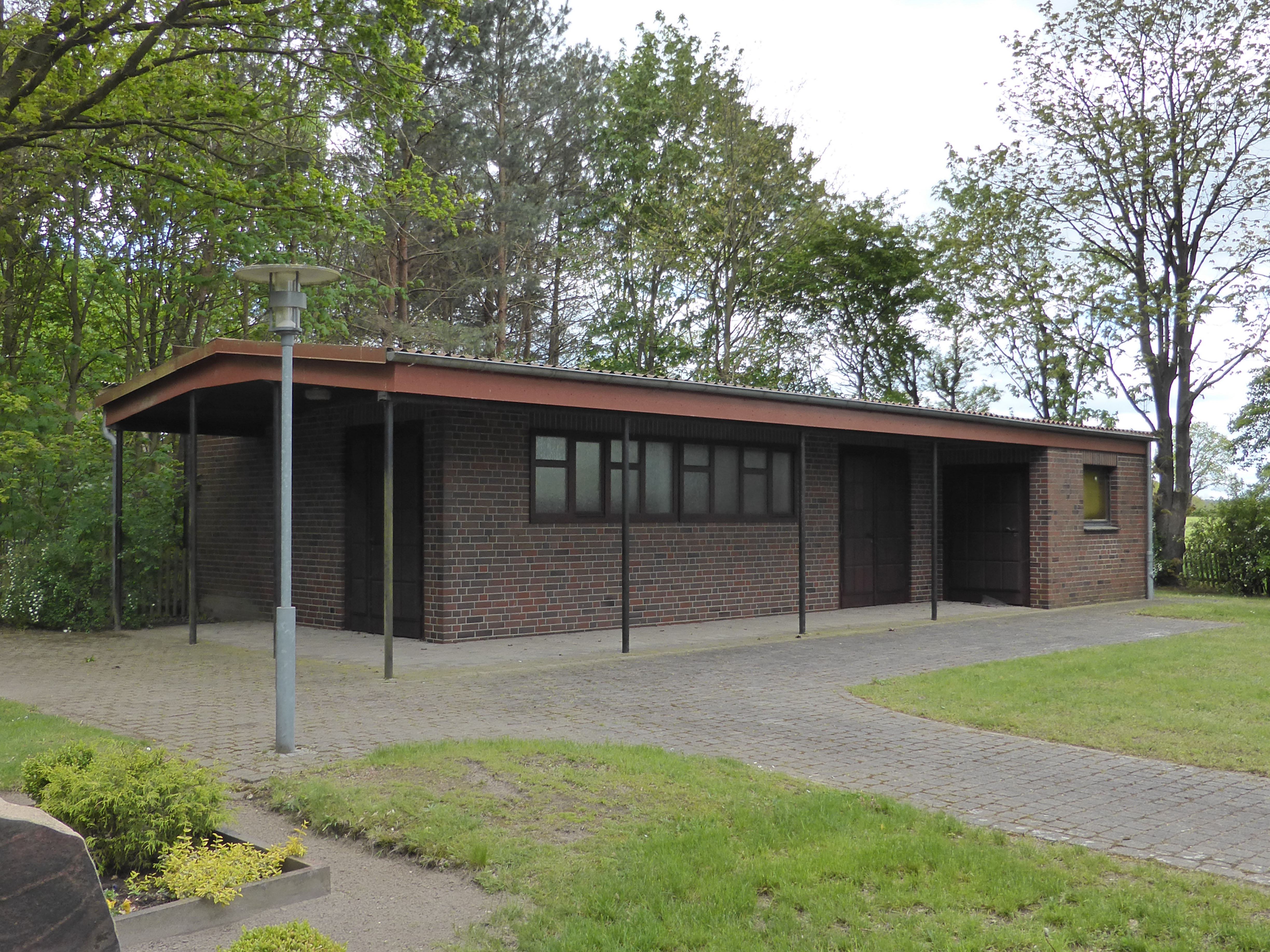
Friedhofskapelle